# Jari Lindström
Jari Lindström (ur. 28 czerwca 1965 w Kuusankoski) – fiński polityk, poseł do Eduskunty, od 2015 do 2019 minister pracy, w latach 2015–2017 również minister sprawiedliwości.

## Życiorys
Uzyskał wykształcenie techniczne, ponad 20 lat pracował w przemyśle papierniczym. Zaangażował się w działalność polityczną w ramach partii Prawdziwi Finowie. W 2008 został radnym miejskim w Kouvoli. W wyborach w 2011 po raz pierwszy został wybrany na posła do Eduskunty, pełnił funkcję przewodniczącego klubu poselskiego swojego ugrupowania. W 2015 z powodzeniem ubiegał się o poselską reelekcję.
29 maja 2015 wszedł w skład nowo powstałego koalicyjnego rządu Juhy Sipili jako minister pracy i sprawiedliwości. W maju 2017 w wyniku zmian w rządzie pozostał ministrem pracy, stanowisko ministra sprawiedliwości objął Antti Häkkänen.
W czerwcu 2017 opuścił klub poselski swojej partii, przechodząc do utworzonej wówczas frakcji Nowa Alternatywa. W 2019 znalazł się poza parlamentem, w czerwcu tegoż roku zakończył pełnienie funkcji rządowej.